# الشرائح الفلمية
الشرائح الفلمية تمثل جزء هامًا من مواد المكتبات ومراكز المعلومات. وهي عبارة عن صور شفافة ملونة أو بيضاء وسوداء. يتم إعدادها عن طريق التصوير العادي، باستخدام فيلم slide.
ويتم عرضها بواسطة جهاز عرض الشرائح 'slide projector' وتثبيت كل صورة في إيطار خاص من الورق السميك أو البلاستيك أو المعدن بقياس 2*2 بوصة.